# Maricopa megye
Maricopa megye az Amerikai Egyesült Államokban, azon belül Arizona államban található. Megyeszékhelye és legnagyobb városa Phoenix. Lakosainak száma 4 420 568 fő (2020). Maricopa megye Yavapai, Pima, Pinal, Gila, La Paz és Yuma megyékkel határos.

## Népesség
A megye népességének változása:
| Lakosok száma | 3 823 019 | 3 868 981 | 3 940 612 | 4 009 412 | 4 167 947 | 4 420 568 |
|               | 2010      | 2011      | 2012      | 2013      | 2015      | 2020      |